# الرغبة (فلم 1980)
الرغبة فيلم مصري من إنتاج عام 1980، مأخوذ عن رواية «جاتسبي العظيم» لسكوت فيتزجيرالد.

## قصة الفيلم
يعيش جابر رجل الأعمال الثري وحيدا في فيلته بعد أن ترك خطيبته هالة فترة طويلة بعد إصابته في حرب 1967 أما هالة فتعيش مع زوجها حسين عبد الدايم في إحدى الفيلات المجاورة، يحاول أن يشترى الفيلا خصيصا لكي يكون قريبا من حبيبته القديمة هالة، يخون حسين زوجته هالة مع نرجس زوجة السايس حسان، يعلم جابر بعنوانها فيشتري الفيلا المجاورة لها حتى يكون قريبا منها وكي يعيش من خلال خياله وذكرياته القديمة، يدعوها لزيارته فترفض وترى ضرورة ابعاده عن حياتها التي أصبحت مستفرة، يراقب حسان زوجته نرجس ويتاكد من علاقتها بحسين، يقتل حسان نرجس ويضطر حسين أن يهرب هو وزوجته هالة، يعلم جابر بهذا الموضوع وأن حسين وهالة تركا الفيلا فينتحر ببندقية حسان.

## بطولة
- نور الشريف : (جابر)
- مديحة كامل : (هالة)
- إيمان : (راوية)
- حسين الشربيني : (حسين)
- هياتم : (نرجس)
- نبيل الدسوقي : (حسان)
- إسعاد يونس

## روابط خارجية
- الرغبة على موقع قاعدة بيانات الأفلام العربية